# Adama Tamboura
Adama Tamboura (Bamako, Malí, 18 de mayo de 1985) es un futbolista maliense. Juega de defensa y su actual equipo es el Randers FC de la Superliga danesa.

## Trayectoria
El 22 de agosto de 2006 firmó un contrato de cesión con el Helsinborgs IF que finalizaba el 30 de noviembre. También fue probado por el Feyenoord de los Países Bajos. El 23 de noviembre el Helsinborgs anunció que había contratado a Tamboura para tres temporadas.

## Selección nacional
Ha sido internacional con la Selección de fútbol de Malí, con la que disputó los Juegos Olímpicos de Atenas 2004, finalizando primera del Grupo A en la primera fase, pero cayendo derrotada en cuartos de final frente a Italia por 1-0.

### Participaciones en Juegos Olímpicos
| Mundial                  | Sede   | Resultado        |
| ------------------------ | ------ | ---------------- |
| Juegos Olímpicos de 2004 | Atenas | Cuartos de final |

## Clubes
| Club                  | País      | Año           |
| --------------------- | --------- | ------------- |
| Djoliba Athletic Club | Malí      | 1991-2006     |
| Helsingborgs IF       | Suecia    | 2006-2010     |
| FC Metz               | Francia   | 2010-2011     |
| Randers FC            | Dinamarca | 2012-2015     |
| Hobro IK              | Dinamarca | 2015-2016     |
| Inter Turku           | Finlandia | 2016-presente |